# Nieśmiertelny 2
Nieśmiertelny 2 (ang. Highlander 2) – film fantasy produkcji francusko-argentyńsko-brytyjskiej z 1991 roku w reżyserii Russella Mulcahy’ego, z Christopherem Lambertem i Seanem Connerym w roli głównej. Zdjęcia kręcono w Buenos Aires.
Film ukazał się w kilku wersjach kinowych, m.in. Highlander II: Nowe życie, a to ze względu na wymuszony przez producentów montaż, który sprawił, iż nadmiar wątków w scenariuszu, jak też fabuła stały się mało logiczne. Według wersji producentów, nieśmiertelni byli przybyszami z kosmosu podbijającymi Ziemię bez konkretnego celu. Film spotkał się ze sprzeciwem zarówno ze strony reżysera, głównego bohatera, jak i części fanów. Mulcahy pod koniec lat 90. z dostępnych kadrów filmu ułożył na nowo historię Connora MacLeoda, przeplatając ją z historią pradawnych wojów, którzy dysponując najpotężniejszymi siłami na Ziemi rozdzielili je między siebie. Walka między nimi stała się celem złych wojowników do zdobycia energii potrzebnej do zawładnięcia światem. Wersja reżyserska ukazała się pod nazwą Highlander II: The Renegade Version.

## Obsada
- Christopher Lambert – Connor MacLeod
- Sean Connery – Juan Ramírez
- Virginia Madsen – Louise Marcus
- Michael Ironside – generał Katana
- John C. McGinley – David Blake
- Allan Rich – Allan Neyman
- Karin Drexler – Brenda

## Fabuła
Jest rok 2025. Minęło wiele lat, przez które zginęli niemal wszyscy Nieśmiertelni. Pozostali przy życiu trzymali się od siebie z daleka, a ich moc się wyciszyła. Degradacja planety była już znaczna, a przyczyniły się do tego zarówno zanieczyszczenia jak i powiększająca się dziura ozonowa. Podstarzały McLeod oddał się pracy naukowej na rzecz ratowania planety – był jednym z twórców reaktorów ozonowych utrzymujących atmosferę Ziemi, które wybudowano jeszcze w roku 1999. Podczas prac poznaje piękną panią doktor Louise Marcus, która uważa, że warstwa ozonowa odrodziła się i tarcza nie jest już potrzebna. Poglądy te jednak sprzeczne są z poglądami polityków trzymających rękę na finansach firmy. Tymczasem na Ziemię, z planety Zaist, przybywa głodny władzy generał Katana, któremu do przejęcia pełni energii potrzeba zgładzenia ostatnich żyjących Nieśmiertelnych. By złapać Connora w pułapkę nawiązuje współpracę z żądnym zysku prezesem firmy w której pracuje MacLeod. Connor wkrótce odkrywa iż jego siły powracają, a zaatakowany przez wysłanników generała młodnieje – co było potwierdzeniem bliskiej obecności innego członka klanu Nieśmiertelnych. Connor łamie umowę niespotykania się i wzywa na pomoc swego odwiecznego przyjaciela – Ramireza.

## Inna wersja
Rok 2024. Ziemię otacza „tarcza” sztuczna warstwa, która chroni mieszkańców przed promieniowaniem słonecznym. Jej budowę nadzorował starzejący się Connor MacLeod. Pewnego dnia z jego ojczystej planety Zaist przybywają dwaj wrogowie, którzy mają za zadanie go zabić. Connor pokonuje jednego z nich, odzyskuje młodość i również przywraca do życia przyjaciela Ramireza. Świadkiem zdarzenia jest Louise, działaczka na rzecz ochrony środowiska. Usiłuje ona przekonać Connora, że „tarcza” nie jest już potrzebna. Jednak korporacja nie chce z niej zrezygnować.